# Virgen Misionera de La Esperanza
La Virgen Misionera de La Esperanza es una advocación mariana de la Iglesia católica en Maturín, Venezuela. Es patrona de la Diócesis de Maturín. La imagen se encuentra en el Santuario Mariano de la Virgen Misionera de La Esperanza, en el sector Tipuro de Maturín.
El nombre de la advocación hace referencia a la misión de anunciar el Evangelio y a la esperanza como virtud teologal.

## Historia
La imagen de la Virgen Misionera de La Esperanza había sido encontrada en un basurero del municipio Piar del estado Monagas por el párroco de Aragua de Maturín. Estaba quemada, por lo que requirió de una restauración. La imagen restaurada fue llevada a recorrer varias localidades de la parroquia San Simón, hasta el 6 de agosto de 1987, y luego visitó toda la Diócesis de Maturín. La imagen fue coronada canónicamente el 24 de julio de 1990 por el obispo de la Diócesis de Maturín Antonio José Ramírez Salaverría, siguiendo instrucciones del papa Juan Pablo II. El 2 de febrero de 1995, la imagen fue trasladada a su ubicación actual en Tipuro.

## Representación
La imagen está elaborada en madera caoba y mide 95 centímetros. Representa a una mujer de cabello largo y con la cabeza algo inclinada. Viste un traje de la época colonial y tiene las manos juntas, en actitud de oración.